# La Paz (Mendoza)
Pour les articles homonymes, voir La Paz (homonymie).
La Paz est une ville argentine située dans la province de Mendoza et le Département de La Paz. Elle se trouve à 145 km à l'est de Mendoza, la capitale provinciale.

## Référent culturel
- Enrique Dussel, universitaire, philosophe, historien et théologien internationalement reconnu pour ses travaux dans le domaine de l'éthique, de la philosophie politique, de la philosophie latino-américaine et en particulier pour être l'un des fondateurs de la Philosophie de Libération, un courant de pensée dont il est l'architecte, ayant été également l'un des initiateurs de la Théologie de la libération.